# Александровка (Железногорский район)
Александровка — деревня в Железногорском районе Курской области. Входит в состав Кармановского сельсовета. 
Население — 17 человек (2010 год).

## География
Расположена в 27 км к югу от Железногорска в верховье речки Бутеж, притока Усожи. Высота над уровнем моря — 191 м.

## Этимология
Деревня получила название по имени владельца. Возможно, это были Александр Егорович Шаховской или его двоюродный брат Александр Петрович Шаховской, имевшие там земли в 1820—30-е годы. Также деревня имеет второе название, Масловка, которое произошло от фамилии местных жителей — дворовой прислуги князей Шаховских.

## История
Александровка впервые упоминается в 8-й ревизии 1835 года. В то время здесь было по одному двору однодворцев Коростёлевых и Солнцевых, в которых проживало 10 человек, а также 10 дворов крепостных, в которых проживало 120 человек. Александровские крепостные в то время принадлежали княгине Марии Шаховской, дворянам Кошуровым и Раевским. По данным 9-й ревизии 1850 года 63 души мужского пола в Александровке принадлежали Марии Шаховской.
В 1862 году в деревне было 16 дворов, проживали 172 человека (80 мужского пола и 92 женского). Александровка входила в состав Кармановской волости Дмитриевского уезда Курской губернии.
В 1884 году в Александровке случилась эпидемия домашнего скота, в результате которой в деревне погибли все коровы, более половины свиней и треть овец.
До 1888 года жители Александровки были прихожанами Преображенского храма села Рышково, затем перешли в приход Троицкого храма того же села.
В 1920 году в деревне было 40 дворов, проживало 240 человек. В 1921—1929 годах жители Александровки были прихожанами храма Архангела Михаила села Злобино.
В 1924 году Дмитриевский уезд был упразднён, Александровка вошла в состав Льговского уезда Курской губернии. С 1928 года в составе Михайловского (ныне Железногорского) района. 
Коллективизация, начавшаяся в 1928 году, встретила сильное сопротивление среди жителей Александровки, так как многие хозяйства здесь были зажиточными. Небольшой колхоз «Новая Жизнь» здесь был создан только в 1932 году. В 1937 году в деревне было 45 дворов. Во время Великой Отечественной войны, с октября 1941 года по февраль 1943 года, Александровка находилась в зоне немецко-фашистской оккупации. В первые послевоенные годы председателем колхоза «Новая Жизнь» был Василий Дмитриевич Новиков. В 1950 году эта артель была присоединена к колхозу «Борец» (центр в с. Злобино). В 1959 году «Борец» был присоединён к колхозу имени XXI съезда КПСС (центр в с. Карманово). С тех пор и до 1990-х годов жители Александровки трудились в этой артели.

## Население
| 1862 | 1883 | 1905 | 1979 | 2002 | 2010 |
| ---- | ---- | ---- | ---- | ---- | ---- |
| 172  | ↘89  | ↗181 | ↘75  | ↘26  | ↘17  |

В 1900 году в деревне проживало 183 человека (89 мужского пола и 94 женского).